# Crossing Over
Crossing Over és una pel·lícula dramàtica dels Estats Units del 2009 dirigida per Wayne Kramer i protagonitzada per Harrison Ford, Ashley Judd i Alice Eve.

## Sinopsi
La pel·lícula té l'estructura d'històries creuades d'immigrants als Estats Units per narrar com tots aquestes persones que arriben cada dia a Los Angeles des de diferents parts del món a la recerca d'una vida millor, es troben que han de pagar un preu molt alt per legalitzar la seva situació i fins i tot trobar-se amb personatges deshonestos que els coercionen. Els problemes comencen tot just aconsegueixen travessar la frontera, frau de documents, asil, control de terrorisme a nivells paranoics, explotació laboral i xoc cultural.
Una de les històries és la de Claire Sheperd (Alice Eve), una jove i atractiva australiana que busca una oportunitat com a actriu als Estats Units, però el seu visat de turista no li permet buscar feina, fins que es troba amb el fiscal d'immigració Cole Frankel (Ray Liotta), qui li demana sexe a canvi d'atorgar-li una targeta verda de residència.

## Repartiment
- Harrison Ford: agent d'immigració Max Brogan
- Ray Liotta: Cole Frankel
- Ashley Judd: Denise Frankel
- Jim Sturgess: Gavin Kossef
- Cliff Curtis: agent d'immigració Hamid Baraheri
- Alice Braga Moraes: Mireya Sánchez
- Marshall Manesh: Sangar Baraheri
- Alice Eve: Claire Shephard
- Justin Chon: Yong Kim
- Summer Bishil: Taslima Jahangir
- Melody Khazae: Zahra Baraheri
- Jacqueline Obradors: agent de l'FBI Marina Phadkar